# Ruellia macrosiphon
Ruellia macrosiphon är en akantusväxtart som beskrevs av Wilhelm Sulpiz Kurz. Ruellia macrosiphon ingår i släktet Ruellia och familjen akantusväxter. Inga underarter finns listade i Catalogue of Life.